# Emilija Turej
Emilija Chałsberijewna Turej (ros. Эмилия Халсбериевна Турей; ur. 6 października 1984 roku w Astrachaniu), rosyjska piłkarka ręczna, reprezentantka kraju. Obecnie występuje w Lidze ABF, w drużynie Itxako Reyno de Navarra. Gra na pozycji lewoskrzydłowej. Dwukrotnie zdobyła mistrzostwo Świata: w 2007 we Francji oraz w 2009 r. w Chinach.
Podczas Igrzysk Olimpijskich 2008 w Pekinie zdobyła wicemistrzostwo olimpijskie.
Została wyróżniona tytułem Zasłużonego Mistrza Sportu. 2 sierpnia 2009 r. została odznaczona Orderem „Za zasługi dla Ojczyzny” II klasy.

## Sukcesy
- Mistrzostwo Danii: (2007)
- Liga Mistrzyń: (2007)
- Mistrzostwa Świata: (2005, 2007, 2009)
- Wicemistrzostwo Olimpijskie: (2008)
- Brązowy medal Mistrzostw Europy: (2008)
- Puchar Zdobywców Pucharów: (2009)
- Brązowy medal mistrzostw Danii: (2009)
- Puchar Danii: (2010)

## Nagrody indywidualne
- Najlepsza lewoskrzydłowa:
  - Mistrzostwa Świata 2011

## Odznaczenia
- Odznaczona tytułem Zasłużonego Mistrza Sportu.
- Order „Za zasługi dla Ojczyzny” II klasy (2 sierpnia 2009) - za zdobycie wicemistrzostwa olimpijskiego w 2008 r. w Pekinie.